# 玉米花

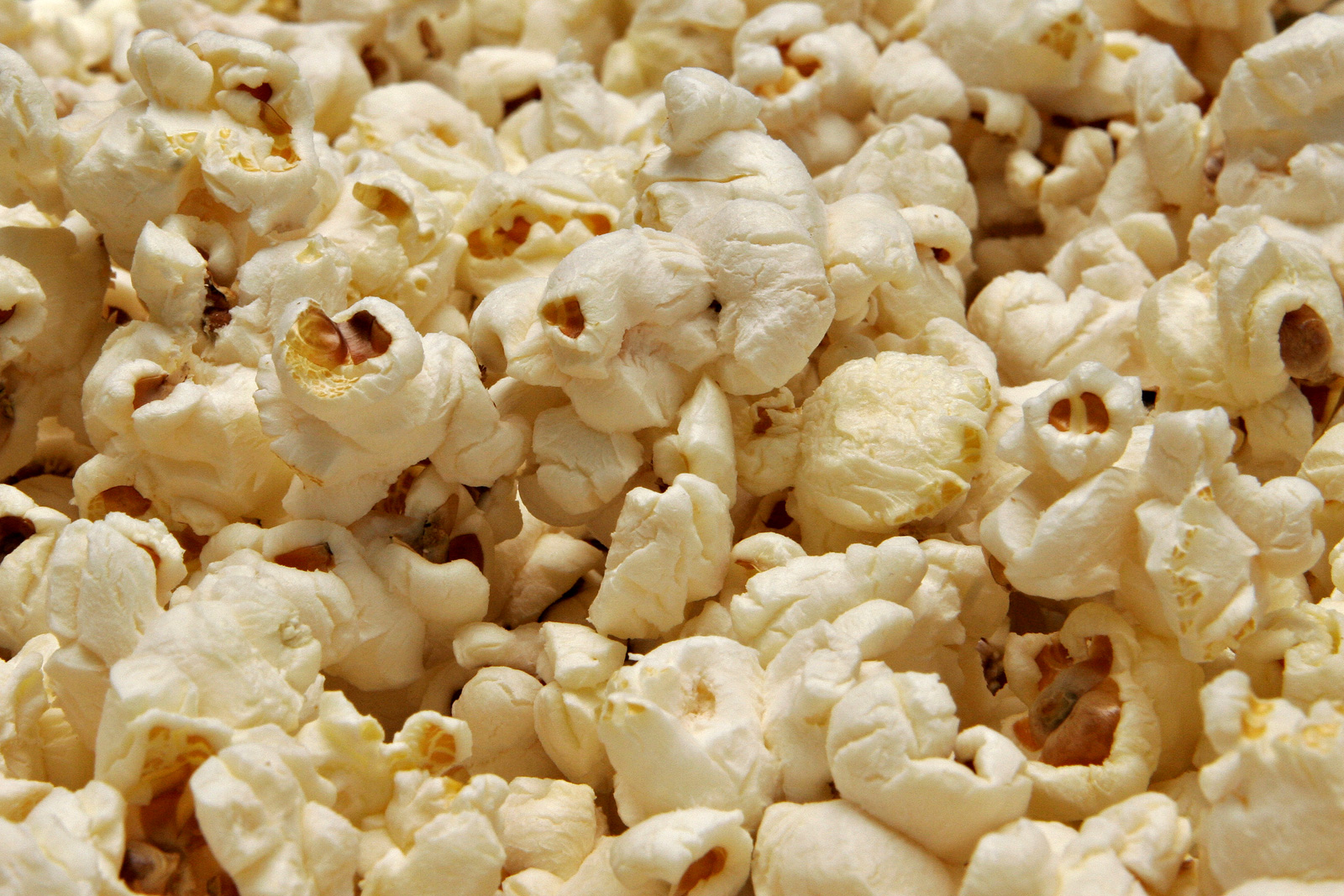
爆米花特寫

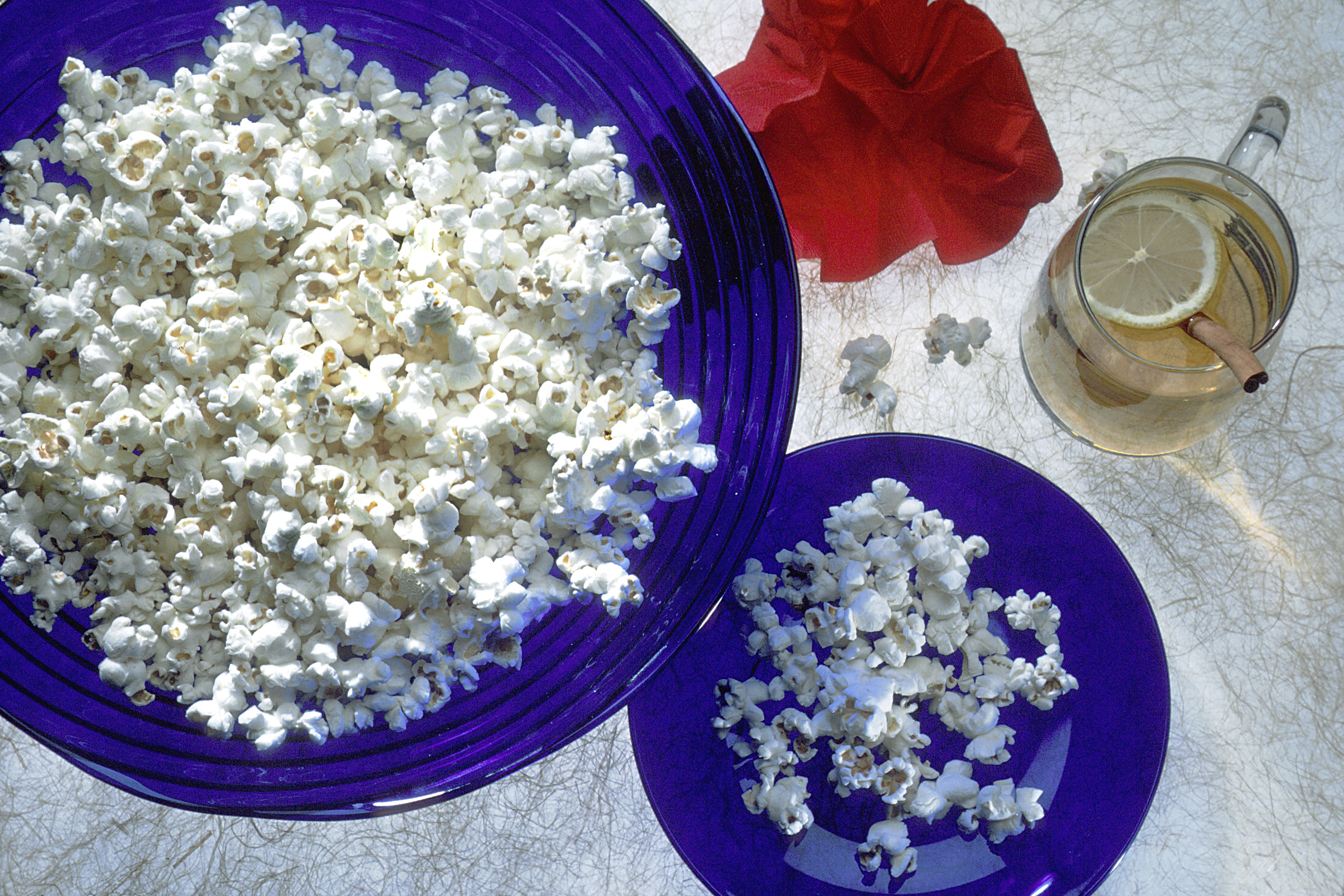
爆米花

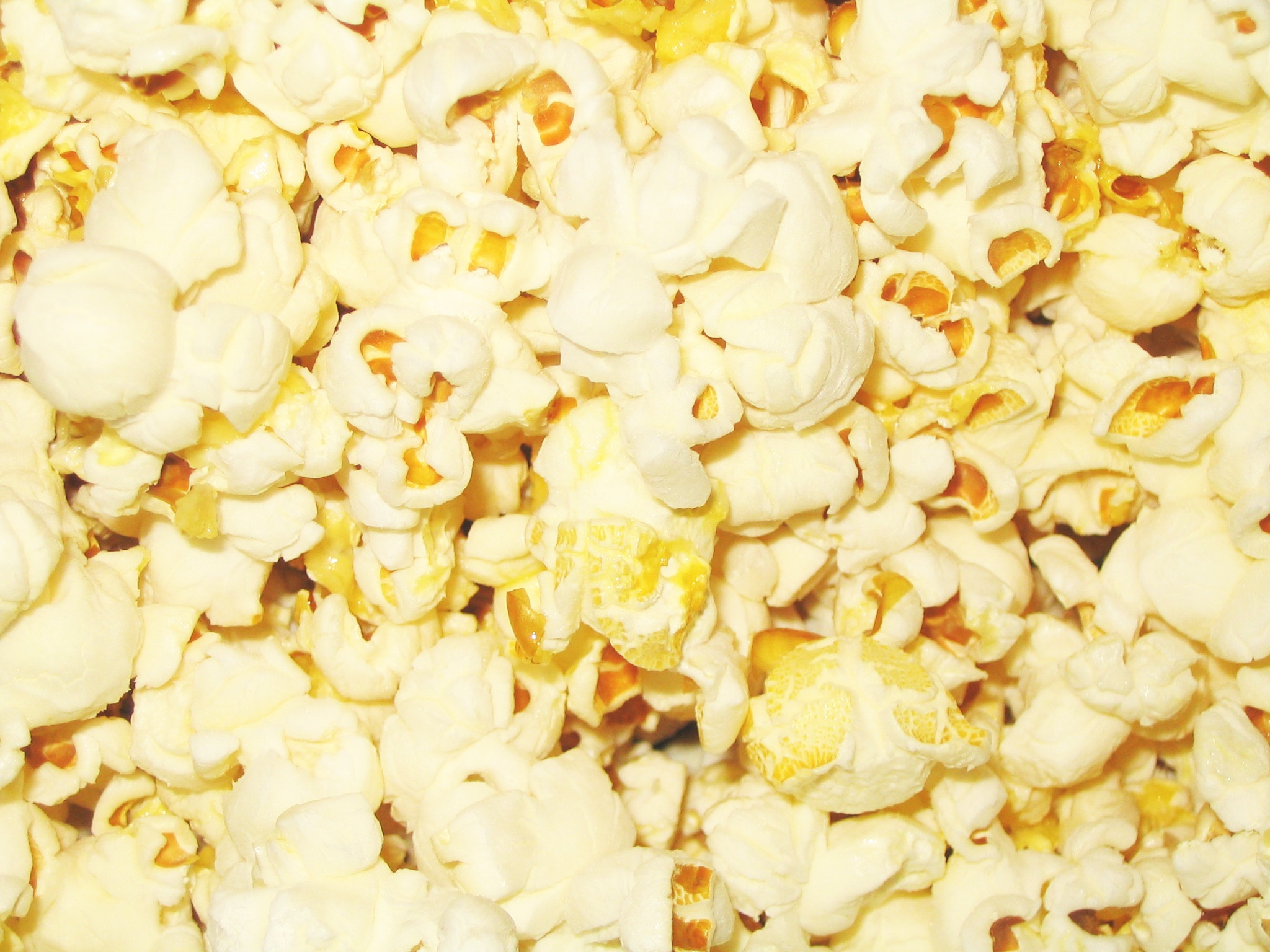
爆米花

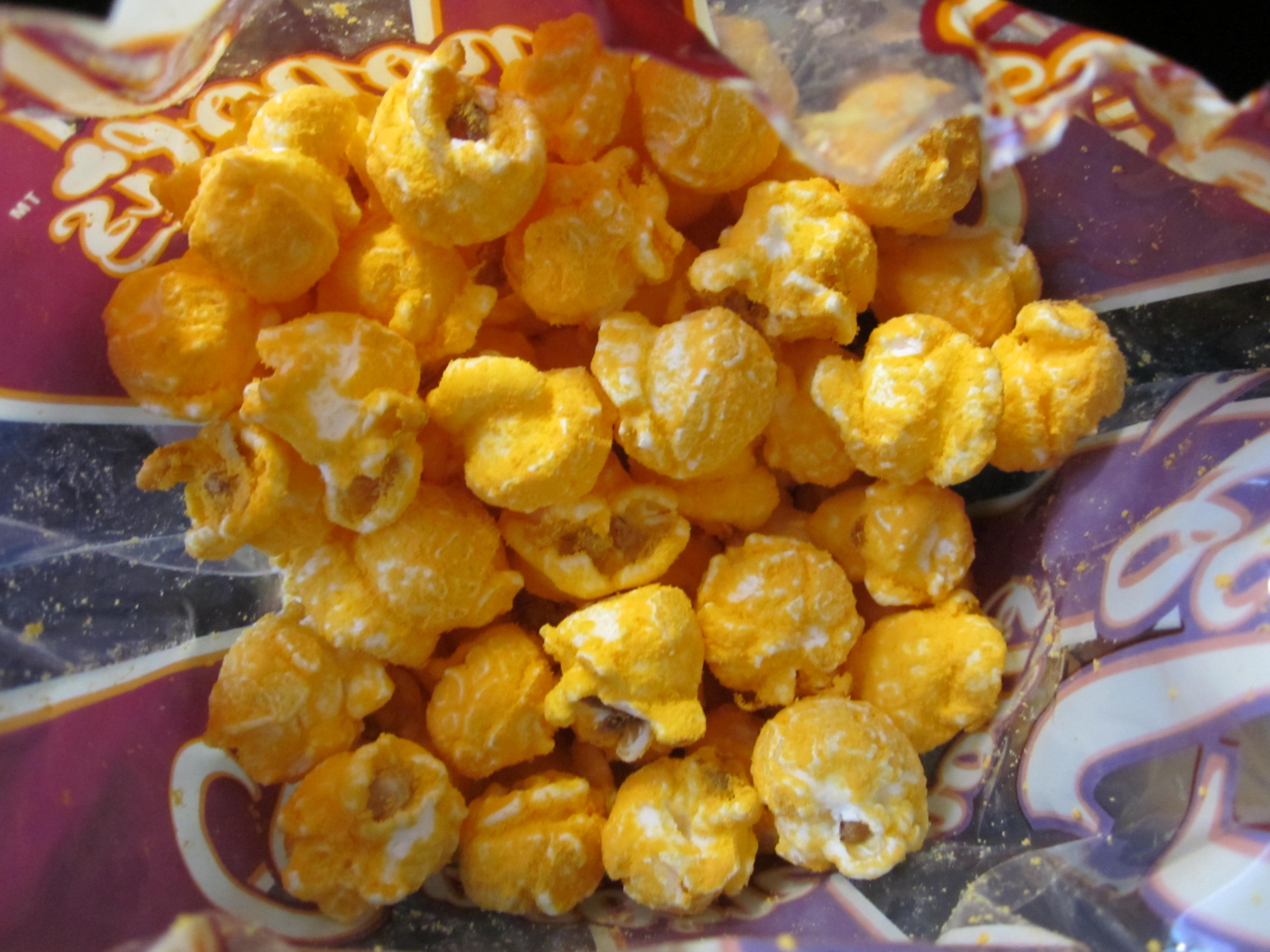
芝士爆米花

（俗稱），一種零食和小吃，是經過膨化的玉米粒，體積比原来的玉米粒增加了60倍，是劇場和电影院裡的常见食品。與爆米花类似的食品还有大米花、小米花等。
目前，美國是爆米花的最大消費国。

## 歷史
數千年前，爆米花於印加帝國首次被發現。它是玉米料理的最古老形式之一。
在大蕭條期間，爆米花因相對便宜，所以儘管其它業務不景气，爆米花業務却蓬勃發展，並成為了許多農民的主要收入來源。據美國農業部統計，大部分玉米用於生產爆米花。

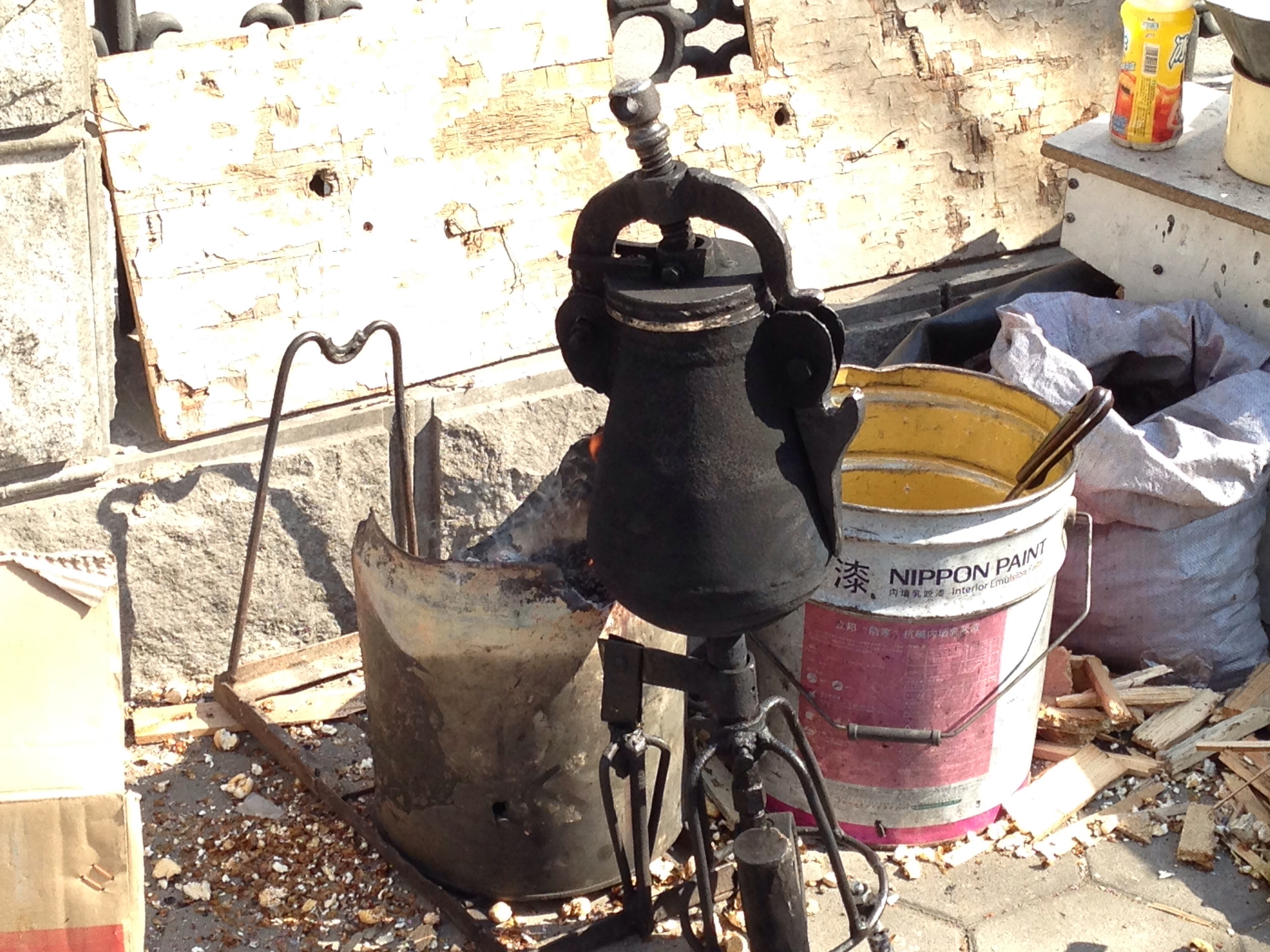
中国常见的老式爆米花机

## 爆米花的口味
根據網路調查，爆米花有不同的口味，如草莓爆米花、巧克力爆米花、芝士爆米花等口味履獲好評。
玉米粒中含有水和油脂。與其它谷物不同，玉米粒的外皮坚硬又不透水汽，而内部的淀粉坚硬紧实。油和水被加热气化，不透水汽的外皮包裹着，因此在内部形成了高压蒸汽，玉米粒中的淀粉开始胶化，软化，且可任意形变。当玉米内部压力持续增加到约930kPa，温度约180°C（356°F）时，玉米外皮因无法承受更高的压强而突然破裂，高压蒸汽和淀粉和蛋白质一起喷涌而出，形成充满气泡和泡沫状。这一爆破会使气体、淀粉和蛋白质快速冷却，淀粉和蛋白质形成的泡沫就会固定下来形成了很脆的爆米花。
中國傳統罐式爆米花機使用普通玉米、大米（成為爆米香）、黃豆等。當高溫密閉的壓力鍋蓋子突然打開，玉米粒內部高氣壓來不及釋放，就炸破了。

## 營養
無調味的爆米花富含膳食纤维、低熱量低脂肪，不含蔗糖和鹽。然而為了增添爆米花的風味，有些食品製造商在爆米花中添加大量的香料、糖、油脂或其它調味料，以及其它食品添加物來製造出符合消費者喜好的特殊口味，而爆米花的熱量、脂肪等都來自於其添加物。

## 安全风险
美国幼儿协会建议四岁以下儿童不应食用爆米花，因为爆米花有可能卡在幼儿喉咙里，造成窒息。
老式的转炉爆米花机在高温加热时，机器中的铅会变为铅蒸汽进入爆米花，使爆米花的含铅量增加，食用有铅中毒风险。

## 爆米花和電影文化
爆米花不帶水或汁，適合在戲院內享用，所以受到電影觀眾及電影院主的歡迎。因此，現代的電影院食品主要是爆米花。 有說，「爆穀文化」即是「看電影文化」。
而由於爆米花較乾，大多數人通常將其與飲料一併享用。